# Дистефано, Филиппо
Филиппо Дистефано (итал. Filippo Distefano; род. 28 августа 2003, Камайоре, Тоскана) — итальянский футболист, нападающий клуба «Фрозиноне».

## Клубная карьера
Дистефано — воспитанник клубов «Нинфеа Торрелагасеа», «Ливорно» и «Фиорентина». 30 ноября 2021 года в матче против «Сампдории» он дебютировал в итальянской Серии A. 3 ноября 2022 года во встрече Лиги конференций против латышского РФС Дистефано дебютировал на международной арене.